# Katerina Clark
Katerina Clark (1941–2024) byla americká slavistka australského původu. Působila na Yaleově univerzitě jako profesorka literární komparatistiky a jako profesorka slovanských jazyků a literatur.

## Životopis
Katerina Clark vystudovala Melbourne University (B.A., 1963), Australian National University (M.A., 1966) a Yale University (Ph.D., 1971). Zabývala se především ruskou kulturou 20. a 30. let 20. století.

## Dílo (přeloženo do češtiny)
- Sovětský román: dějiny jako rituál. Vyd. 1. Praha: Academia, 2015. 411 s. Šťastné zítřky; sv. 18. ISBN 978-80-200-2403-9.
- Moskva, čtvrtý Řím: stalinismus, kosmopolitismus a vývoj sovětské kultury 1931–1941. Překlad Petruška Šustrová. Vydání první. Praha: Academia, 2016. 624 stran. Šťastné zítřky; sv. 21. ISBN 978-80-200-2589-0.